# Anisia remissa
Anisia remissa är en tvåvingeart som beskrevs av Wulp 1890. Anisia remissa ingår i släktet Anisia och familjen parasitflugor. Inga underarter finns listade i Catalogue of Life.